# Directoire exécutif de la République batave

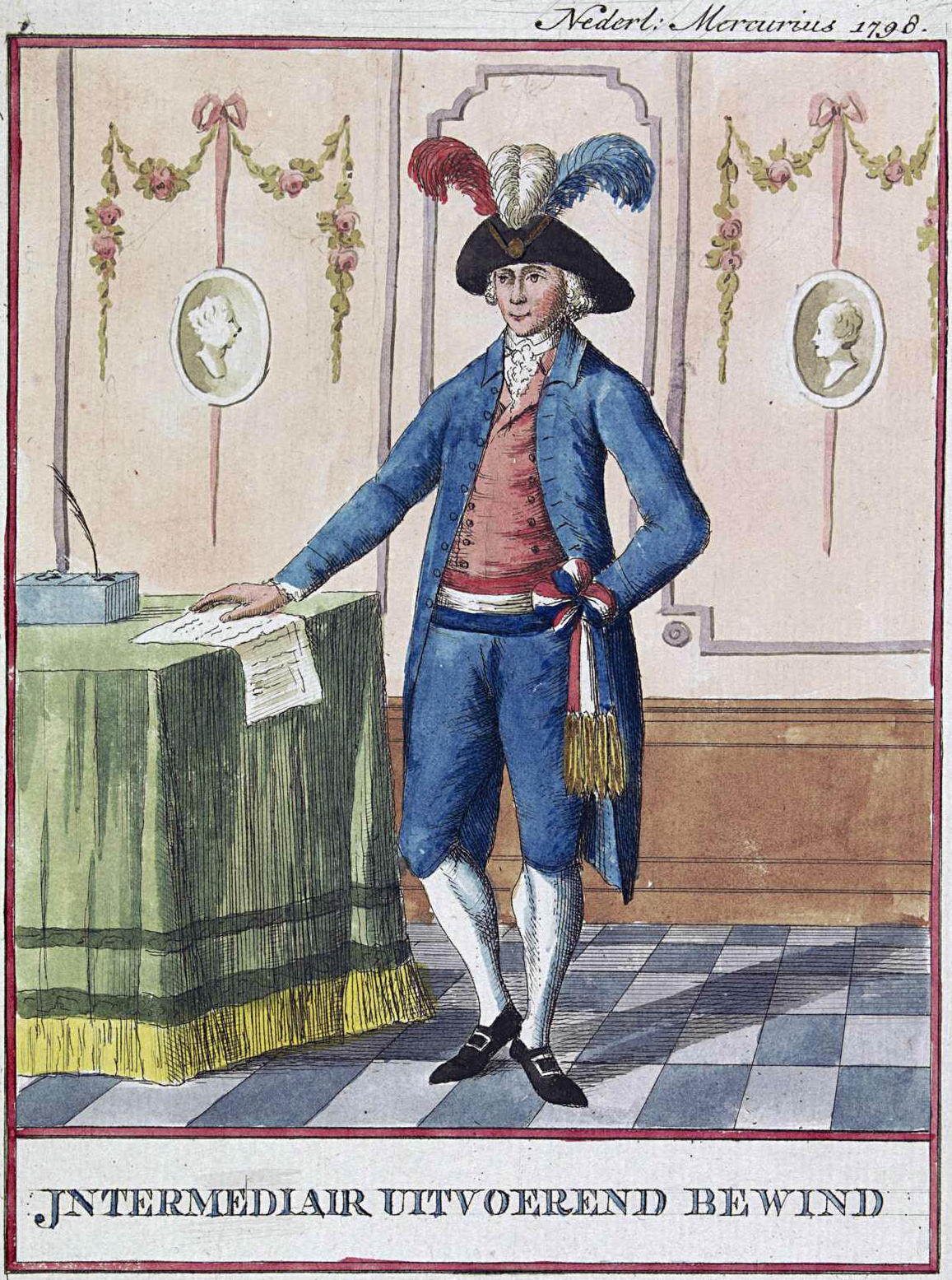
Costume officiel d'un membre du Directoire (1798).

L'Uitvoerend Bewind (en français : Directoire exécutif) est le nom du gouvernement de la République batave entre 1798 et 1801. Le président du Directoire exécutif était de droit le chef de l’État de la République batave.

## Démocrates unitaristes
Le groupe politique des Démocrates unitaristes était mécontent de la lenteur des progrès du Parlement néerlandais, l'Assemblée nationale de la République batave. Ils étaient en faveur d'une autorité centrale, contre un système fédéral et souhaitaient des élections générales. Conservateurs et modérés étaient contre de telles demandes et le pays était devenu ingouvernable sans perspectives de rédaction d'une nouvelle constitution.
Sous la direction de Pieter Vreede, les démocrates unitaristes organisèrent un coup d’État le 22 janvier 1798, avec l'aide du général Herman Willem Daendels, et prirent le pouvoir en créant le Uitvoerend Bewind mais devinrent rapidement très impopulaires dans le pays même parmi leurs propres partisans.

## Deuxième Directoire exécutif
Un deuxième coup s'ensuivit le 12 juin 1798, dans le but d'abattre ce gouvernement impopulaire. Un gouvernement intérimaire fut installé, qui exerça le pouvoir jusqu'à ce que de nouvelles élections permettent d'avoir une nouvelle Assemblée, toujours élue au suffrage universel (qui fut remplacé par le suffrage censitaire après le coup d'État de 1801).

## Chefs d'État batave entre 1798 et 1801
| Du                | au                |                                  |                                                 |
| ----------------- | ----------------- | -------------------------------- | ----------------------------------------------- |
| 25 janvier 1798   | 24 février 1798   | Pieter Vreede                    | Uitvoerend Bewind                               |
| 25 février 1798   | 24 mars 1798      | Wijbo Fijnje (nl)                | Uitvoerend Bewind                               |
| 25 mars 1798      | 24 avril 1798     | Stefanus Jacobus van Langen      | Uitvoerend Bewind                               |
| 25 avril 1798     | 24 mai 1798       | Berend Wildrik                   | Uitvoerend Bewind                               |
| 25 mai 1798       | 12 juin 1798      | Johan Pieter Fokker (nl)         | Uitvoerend Bewind                               |
| 14 juin 1798      | 17 août 1798      | Jacob Spoors                     | Intermediair Bestuur (Gouvernement intérimaire) |
| 14 juin 1798      | 17 août 1798      | Gerrit Jan Pijman                | Intermediair Bestuur (Gouvernement intérimaire) |
| 14 juin 1798      | 17 août 1798      | Alexander Gogel                  | Intermediair Bestuur (Gouvernement intérimaire) |
| 14 juin 1798      | 17 août 1798      | Reinier Willem Tadama            | Intermediair Bestuur (Gouvernement intérimaire) |
| 14 juin 1798      | 17 août 1798      | Abraham Jacques la Pierre        | Intermediair Bestuur (Gouvernement intérimaire) |
| 17 août 1798      | 16 septembre 1798 | Albert Willem Hoeth (nl)         | Uitvoerend Bewind                               |
| 17 septembre 1798 | 16 octobre 1798   | Johannes Willem van Hasselt (nl) | Uitvoerend Bewind                               |
| 17 octobre 1798   | 16 novembre 1798  | François Ermerins                | Uitvoerend Bewind                               |
| 17 novembre 1798  | 16 décembre 1798  | Anthony van Haersolte            | Uitvoerend Bewind                               |
| 17 décembre 1798  | 16 janvier 1799   | Johan Frederik Rudolph van Hooff | Uitvoerend Bewind                               |
| 17 janvier 1799   | 16 février 1799   | Albert Willem Hoeth              | Uitvoerend Bewind                               |
| 17 février 1799   | 16 mars 1799      | Johannes Willem van Hasselt      | Uitvoerend Bewind                               |
| 17 mars 1799      | 16 avril 1799     | François Ermerins                | Uitvoerend Bewind                               |
| 17 avril 1799     | 16 mai 1799       | Anthony van Haersolte            | Uitvoerend Bewind                               |
| 17 mai 1799       | 16 juin 1799      | Johan Frederik Rudolph van Hooff | Uitvoerend Bewind                               |
| 17 juin 1799      | 16 juillet 1799   | Albert Willem Hoeth              | Uitvoerend Bewind                               |
| 17 juillet 1799   | 16 août 1799      | Augustijn Besier                 | Uitvoerend Bewind                               |
| 17 août 1799      | 16 septembre 1799 | François Ermerins                | Uitvoerend Bewind                               |
| 17 septembre 1799 | 16 octobre 1799   | Anthony van Haersolte            | Uitvoerend Bewind                               |
| 17 octobre 1799   | 16 novembre 1799  | Johan Frederik Rudolph van Hooff | Uitvoerend Bewind                               |
| 17 novembre 1799  | 16 décembre 1799  | Albert Willem Hoeth              | Uitvoerend Bewind                               |
| 17 décembre 1799  | 16 janvier 1800   | Augustijn Besier                 | Uitvoerend Bewind                               |
| 17 janvier 1800   | 16 février 1800   | François Ermerins                | Uitvoerend Bewind                               |
| 17 février 1800   | 16 mars 1800      | Anthony van Haersolte            | Uitvoerend Bewind                               |
| 17 mars 1800      | 16 avril 1800     | Johan Frederik Rudolph van Hooff | Uitvoerend Bewind                               |
| 17 avril 1800     | 16 mai 1800       | Albert Willem Hoeth              | Uitvoerend Bewind                               |
| 17 mai 1800       | 16 juin 1800      | Augustijn Besier                 | Uitvoerend Bewind                               |
| 17 juin 1800      | 16 juillet 1800   | François Ermerins                | Uitvoerend Bewind                               |
| 17 juillet 1800   | 16 août 1800      | Anthony van Haersolte            | Uitvoerend Bewind                               |
| 17 août 1800      | 16 septembre 1800 | Jan Hendrik van Swinden          | Uitvoerend Bewind                               |
| 17 septembre 1800 | 16 octobre 1800   | Albert Willem Hoeth              | Uitvoerend Bewind                               |
| 17 octobre 1800   | 16 novembre 1800  | Augustijn Besier                 | Uitvoerend Bewind                               |
| 17 novembre 1800  | 16 décembre 1800  | François Ermerins                | Uitvoerend Bewind                               |
| 17 décembre 1800  | 16 janvier 1801   | Anthony van Haersolte            | Uitvoerend Bewind                               |
| 17 janvier 1801   | 16 février 1801   | Jan Hendrik van Swinden          | Uitvoerend Bewind                               |
| 17 février 1801   | 16 mars 1801      | Albert Willem Hoeth              | Uitvoerend Bewind                               |
| 17 mars 1801      | 16 avril 1801     | Augustijn Besier                 | Uitvoerend Bewind                               |
| 17 avril 1801     | 16 mai 1801       | François Ermerins                | Uitvoerend Bewind                               |
| 17 mai 1801       | 16 juin 1801      | Anthony van Haersolte            | Uitvoerend Bewind                               |
| 17 juin 1801      | 16 juillet 1801   | Jan Hendrik van Swinden          | Uitvoerend Bewind                               |
| 17 juillet 1801   | 16 août 1801      | Gerrit Jan Pijman                | Uitvoerend Bewind                               |
| 17 août 1801      | 16 septembre 1801 | Augustijn Besier                 | Uitvoerend Bewind                               |
| 17 septembre 1801 | 16 octobre 1801   | François Ermerins                | Uitvoerend Bewind                               |
- (en) Cet article est partiellement ou en totalité issu de l’article de Wikipédia en anglais intitulé « Uitvoerend Bewind » (voir la liste des auteurs).